# یابوونیتسا (استان اشوی‌داشکسیه)
یابوونیتسا (به لهستانی: Jabłonica) یک منطقهٔ مسکونی در لهستان است که در گمینا شدووو واقع شده‌است. یابوونیتسا ۲۳۰٫۲ متر بالاتر از سطح دریا واقع شده‌است.